# Best of Shaggy: The Boombastic Collection
Best of Shaggy: The Boombastic Collection är ett musikalbum av Shaggy släppt 2008 på labeln Island/UNI.

## Låtlista
1. Boombastic
2. Strength Of A Woman
3. Angel
4. Hey Sexy Lady
5. Feel The Rush
6. Those Days
7. Don't Ask Her That
8. It Wasn't Me
9. Hope
10. In The Summertime
11. Luv Me, Luv Me
12. Oh Carolina
13. Ready Fi Di Ride
14. Church Heathen
15. Leave It To Me
16. Would You Be
17. Wild 2nite
18. Gone With Angels